# Felipe Aguilar
Felipe Aguilar Schüler (Valdivia, 7 november 1974) is een golfprofessional uit Chili.
Aguilar heeft een Duitse grootvader. Deze Alfrede Schuler emigreerde naar Chili en ontwierp een aantal golfbanen. Hij stimuleerde zijn kleinzoon op negenjarige leeftijd om te gaan golfen. Hij studeerde International Business aan de Universiteit van Noord-Florida.

## Amateur

#### Gewonnen
Op 16-jarige leeftijd won Aguilar het Chileens Amateur.
- 1990: Chilean Amateur Open
- 1991: Chilean Amateur Open, South American Championship
- 1992: Chilean Amateur Open

#### Teams
- Eisenhower Trophy (namens Chili): 1996, 1998

## Professional
Aguilar werd in 1999 professional golfer en heeft ongeveer dertig overwinningen in Chili gewonnen.
 
In 2004 brak Aguilar iets in zijn rug. Het herstel duurde vijf maanden en het gevolg was dat hij zijn swing moest aanpassen.

In 2006 speelde hij op de Europese PGA Tour (ET) maar slaagde er niet in zijn kaart te behouden. In 2007 speelde hij op de Challenge Tour (CT), waar hij twee overwinningen behaalde en eindigde als derde op de Order of Merit. Hij heeft sindsdien weer een spelerskaart voor de Europese Tour. 

In februari 2008 brak hij door en behaalde hij zijn eerste overwinning op de Europese Tour. In de tweede ronde had hij het baanrecord verbeterd met een score van 62 (-10). Op de 18de green maakte hij een birdie en de leider / zijn tegenstander Jeev Milkha Singh een bogey. Aguilar won met een slag voorsprong. 

In mei 2014 won hij eindelijk weer. In Singapore maakte hij tijdens de laatste ronde van het The Championship at Laguna National een score van 62, ook een baanrecord, en won met een slag voorsprong op Anders Hansen en David Lipsky.

#### Gewonnen
Chileense PGA
- 2002: Chile Open
- 2004: Pro-Am Francisco ‘Cachulo’ Cerda
- 2008: Chile Open

Alps Tour
- 2004: Olivier Barras Memorial

Challenge Tour
- 2007: Postbank Challenge, OKI Mahou Challenge de España

Europese Tour
- 2008: Astro Indonesian Open
- 2014: The Championship at Laguna National

Elders
- 2014: Zuid-Amerikaanse Spelen

#### Teams
- World Cup (namens Chili): 2003, 2008